# Fontaine-le-Dun
Fontaine-le-Dun – miejscowość i gmina we Francji, w regionie Normandia, w departamencie Sekwana Nadmorska.
Według danych na rok 1990 gminę zamieszkiwały 962 osoby, a gęstość zaludnienia wynosiła 180 osób/km² (wśród 1421 gmin Górnej Normandii Fontaine-le-Dun plasuje się na 251. miejscu pod względem liczby ludności, natomiast pod względem powierzchni na miejscu 662.).